# 조머펠트 복사 조건
조머펠트 복사 조건(Sommerfeld radiation condition)은 헬름홀츠 방정식의 경계 조건의 하나이며, 방사원(radiation source)이 에너지를 밖으로 복사하고, 안으로 흡수하지 않아야 한다는 조건이다. 주어진 방사원에 대한 헬름홀츠 방정식은 아무런 경계 조건을 가하지 않으면 무한한 수의 해를 가진다. 물리적인 의미를 가지는 해를 구하려면 조머펠트 복사 조건을 적용하여야 한다. 아르놀트 조머펠트가 도입하였다.

## 정의
다음과 같은 헬름홀츠 방정식을 생각하자.
{\displaystyle (\nabla ^{2}+k^{2})u(\mathbf {x} )+f(\mathbf {x} )=0}, {\displaystyle \mathbf {x} \in \mathbb {R} ^{n}}.
여기서 {\displaystyle f(\mathbf {x} )}는 콤팩트 지지 함수이고, {\displaystyle u(\mathbf {x} )}는 미지의 함수다. {\displaystyle \nabla ^{2}}는 라플라스 연산자이다. 이 방정식은 방사원 {\displaystyle f(\mathbf {x} )}가 파동수 {\displaystyle k}로 에너지를 복사하는 현상을 나타낸다.
헬름홀츠 방정식은 다음을 만족하는 그린 함수 {\displaystyle G(\mathbf {x} )}를 통해 풀 수 있다.
{\displaystyle (\nabla ^{2}+k^{2})G(\mathbf {x} )+\delta (\mathbf {x} )=0}.
(여기서 {\displaystyle \delta (\mathbf {x} )}는 디랙 델타 함수이다.) 그러나 이러한 그린 함수는 유일하지 않고, 일반적으로 {\displaystyle G_{+}}와 {\displaystyle G_{-}} 두 개가 있다. (즉, 일반적으로 두 함수의 선형결합이다.) 3차원 공간에서 이들은 다음과 같다.
{\displaystyle G_{\pm }(\mathbf {x} )={\frac {\exp(\pm ik\Vert \mathbf {x} \Vert )}{4\pi \Vert \mathbf {x} \Vert }}}.
이에 따라, 헬름홀츠 방정식의 일반적인 해는 {\displaystyle G_{+}}를 사용한 해와 {\displaystyle G_{-}}를 사용한 해의 선형결합이다. 여기서 {\displaystyle G_{+}}는 에너지를 발산하는 점입자로, {\displaystyle G_{-}}는 에너지를 흡수하는 점입자로 해석할 수 있다. 즉, {\displaystyle G_{+}}를 사용한 해만이 물리적인 의미를 가진다.
조머펠트 경계 조건은 {\displaystyle G_{+}}는 만족하지만 {\displaystyle G_{-}}는 만족하지 않는 조건으로, 다음과 같다.
{\displaystyle \lim _{s\to \infty }s^{(n-1)/2}\left({\frac {\partial }{\partial s}}-ik\right)u(s{\hat {\mathbf {x} }})=0} (임의의 단위벡터 {\displaystyle {\hat {\mathbf {x} }}}에 대하여)
이 조건을 만족하는 헬름홀츠 방정식의 해는 유일하며, 물리적으로 에너지를 복사하지만 흡수하지 않는 해에 해당한다.